# Zanthoxylum esquirolii
Zanthoxylum esquirolii är en vinruteväxtart som beskrevs av H. Lév.. Zanthoxylum esquirolii ingår i släktet Zanthoxylum och familjen vinruteväxter. Inga underarter finns listade i Catalogue of Life.